# Cyphopterum fortunatum
Cyphopterum fortunatum är en insektsart som beskrevs av Lindberg 1954. Cyphopterum fortunatum ingår i släktet Cyphopterum och familjen Flatidae. Inga underarter finns listade i Catalogue of Life.